# Haithabu 1

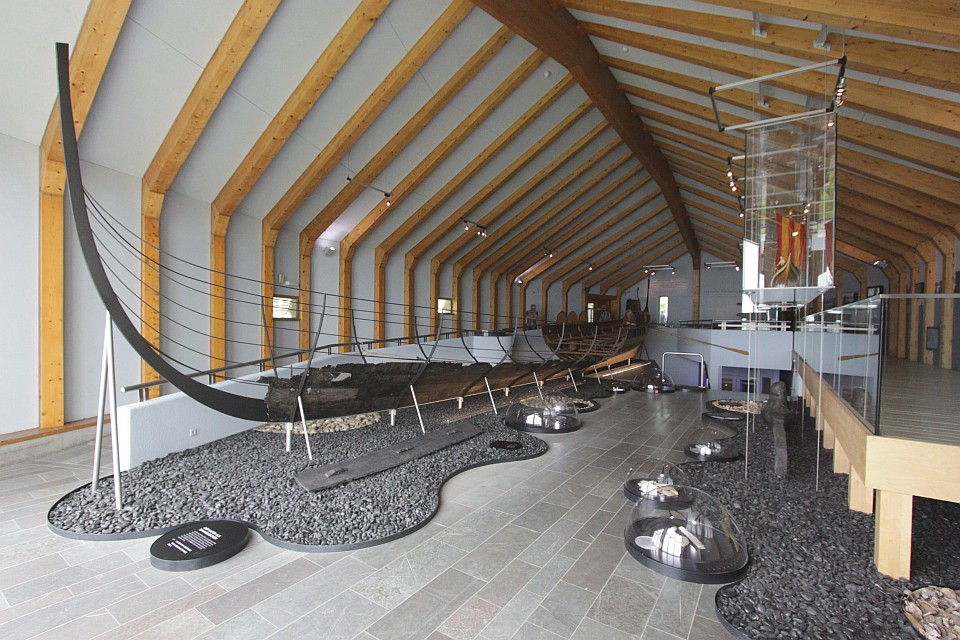
Rekonstruktion des Langschiffs Haithabu 1 im Wikinger Museum Haithabu

Haithabu 1 ist die Bezeichnung des Wracks eines Wikingerschiffes, das 1979 geborgen wurde. 
Sie galt 18 Jahre lang als weltweit längstes Wikingerschiff. Im Jahre 1997 übernahm diesen Titel die Roskilde 6, eines von neun gefundenen Wracks aus der späten Wikingerzeit im Hafen von Roskilde in Dänemark.
Eine Rekonstruktion der Haithabu 1 dient heute als Exponat im Wikinger Museum Haithabu. 
Die Haithabu 1, benannt als erster mehrerer Wrackfunde im Haddebyer Noor, wurde mit hervorragender Verarbeitung aus besten Materialien in der nordischen Klinkerbauweise ausgeführt. Sie sank bei einem Angriff auf die Stadt Haithabu in Schleswig-Holstein im Jahre 1050, nahe der Stelle, an der sie gebaut worden war.

## Funde
Bereits zu Beginn der 1950er Jahre waren Funde im Hafen von Haithabu gemacht worden. Darüber hinaus fand man Pfähle und neben diesen das Wrack des Schiffes. Einige Hölzer wurden entnommen, bevor das Wrack mit Stangen markiert und gesichert wurde. Eine seismische Untersuchung des Hafens wurde in den Jahren 1979 bis 1981 mit einem Echolot durchgeführt. Dabei wurden nicht nur Metallobjekte wie Äxte und Schwerter gefunden, sondern auch hölzerne Gegenstände wie das fragmentarische Wrack 2 und ein großes Frachtschiff (Wrack 3).

## Bergung
1979 wurde das Schiff mit Hilfe eines Spundwandkastens von 22 × 8 m ausgegraben. Die Freilegung der Hölzer erfolgte von beweglichen Gangways über dem Wrack aus. Bei der Bergung musste das verschlammte Holz ständig nass gehalten werden. Der erhaltene Teil des Wracks bestand hauptsächlich aus der Backbordseite. Das Schiff war bis zur Wasserlinie stark verkohlt, die erhaltenen Hölzer waren jedoch ausreichend für eine Rekonstruktion. Eine partielle Rekonstruktion des Schiffes in Originalgröße ist im Wikinger Museum Haithabu ausgestellt.
Die Bergung des Wracks, seine Konservierung und die danach erfolgte Rekonstruktion des Wikingerschiffes wurden von der Film-AG im Studentenwerk Schleswig-Holstein unter Leitung von Kurt Denzer mit 16-mm-Film festgehalten. Als Ergebnis dieser filmischen Dokumentation erschien 1985 der 30-minütige Dokumentarfilm Das Haithabu-Schiff.

## Konstruktion
Das Wrack 1 von Haithabu hatte 24 bis 26 Ruderbänke. Das Wrack war etwa 16 Meter lang, aber das Schiff ursprünglich viel länger. Die Abschätzung der ursprünglichen Länge basiert auf Vergleichen mit anderen Wikingerschiffen. Von anderen Wracks der Periode ist bekannt, dass die Planken ihre größte Breite mittschiffs oder ein wenig dahinter hatten. Dies ergab eine erste Schätzung der Länge, die zwischen 26 und 32 Metern lag. Wegen der erhaltenen Einbauposition des Mastes konnte eine genauere Angabe der Gesamtlänge erfolgen. Das in der Zeichnung rekonstruierte Schiff war 30,9 Meter lang. Die Breite betrug auf der Grundlage der Planken und Einbauten etwa 2,7 m und die Höhe 1,5 m.
Nach der traditionellen nordischen Klinkerbauweise waren alle Planken miteinander durch Eisennieten verbunden, in diesem Fall ungewöhnlich eng in regelmäßigen Abständen von 10 cm. Die Planken waren aus Eiche und mit bis zu 37,5 cm sehr breit. Ihre Dicke lag zwischen 1,2 und 2,4 cm. Die Nähte waren mit in Teer getränkter Wolle gedichtet (kalfatert).

## Datierung
Es war von Anfang an offensichtlich, dass das Schiff beim Untergang der Stadt verbrannt und gesunken war, denn die Überreste des Schiffes wurden über älteren Lagen von Schutt und Abfällen aus der Stadt entdeckt. Die dendrochronologische Datierung ergab, dass die Bäume, aus denen das Schiff gebaut worden war, etwa 985 n. Chr. gefällt worden waren. Die Proben zeigten auch, dass die Bäume in der Region Schleswig gewachsen waren. Bei einem Angriff auf Haithabu im Jahre 1050, am Ende der Wikingerzeit, war das Schiff mit Heu oder Reisig gefüllt und bewusst in Brand gesetzt worden.

## Filme
- Video: Haithabu – Untersuchungen im Hafen und Bergung eines Wikingerschiffes. Institut für den Wissenschaftlichen Film (IWF) 1982, zur Verfügung gestellt von der Technischen Informationsbibliothek (TIB), doi:10.3203/IWF/G-208. (40:19 Min.)
- Video: Wikingerhafen – Wikingerschiff. Archäologische Untersuchungen in Haithabu. Institut für den Wissenschaftlichen Film (IWF) 1985, zur Verfügung gestellt von der Technischen Informationsbibliothek (TIB), doi:10.3203/IWF/G-215. (21:25 Min.)